# Khát vọng nhịp điệu
Khát vọng nhịp điệu (tạm dịch: Whiplash) một bộ phim chính kịch Mỹ được sản xuất vào năm 2014, biên kịch và đạo diễn bởi Damien Chazelle dựa trên những trải nghiệm của anh tại Ban Nghệ thuật Đại học Princeton. Với Miles Teller và J.K. Simmons trong các vai chính, bộ phim xoay quanh mối quan hệ giữa chàng sinh viên jazz đầy hoài bão (Teller) và ông thầy giáo âm nhạc độc ác (Simmons). Bộ phim được công chiếu giới hạn ở Hoa Kỳ và Canada vào ngày 10 tháng 10 năm 2014, dần dần mở rộng ra 500 rạp và kết thúc chiếu sau 24 tuần lễ vào ngày 26 tháng 3 năm 2015. Bộ phim thu về 33 triệu USD so với kinh phí sản xuất chỉ là 3 triệu USD.
‘’Whiplash’’ tham dự Liên hoan phim Sundance 2014 vào ngày 16 tháng 1 năm 2014. Tại giải Oscar lần thứ 87, ‘’Whiplash’’ thắng các hạng mục dựng phim xuất sắc nhất, hoà âm hay nhất và nam diễn viên phụ xuất sắc nhất, ngoài ra còn có đề cử các hạng mục kịch bản chuyển thể xuất sắc nhất và phim hay nhất.

## Nội dung
- Lưu ý: phần sau đây có thể cho biết trước nội dung tác phẩm.

Andrew Neiman là sinh viên năm nhất chuyên ngành jazz tại Viện Âm nhạc Shaffer có tiếng tại New York. Anh đã chơi trống từ bé và khao khát trở thành một trong những tay trống huyền thoại như Buddy Rich. Ông thầy nổi tiếng Terence Fletcher phát hiện Andrew khi đã rất khuya, anh đang tập trống một mình trong phòng nhạc và ông đề nghị Andrew tham gia ban nhạc của ông ấy với tư cách là người dự bị cho tay trống chính Carl Tanner. Fletcher rất thô lỗ đối với các sinh viên của mình, chế nhạo và lăng mạ họ; khi ban nhạc đang luyện tập bản Whiplash của Hank Levy và Andrew gặp rắc rối trong việc giữ nhịp nhạc, Fletcher ném mạnh cái ghế vào anh, tát anh và bôi nhọ anh trước lớp.
Trong một cuộc thi jazz, Andrew vô tình làm mất bản nốt nhạc của Carl; chính vì vậy mà Carl không thể chơi được, Andrew liền bước vào và bảo Fletcher rằng anh có thể biểu diễn Whiplash dựa vào trí nhớ của mình mà không cần nốt nhạc. Buổi biểu diễn sau đó thành công và Fletcher nâng Andrew lên chơi ở vị trí trống chính. Ngay sau đó, Fletcher tuyển mộ Ryan Connolly, tay trống chính ở lớp học cũ của Andrew. Andrew tin rằng Connolly chỉ là tay trống nửa mùa, và anh tức điên lên khi Fletcher cho Connolly đánh chính thay anh. Nghĩ mình nhất định phải làm Fletcher ấn tượng, Andrew luyện tập đến khi hai bàn tay đổ máu và anh bắt buộc phải dứt khoát chia tay Nichole để chuyên tâm luyện tập dù trong lòng không muốn.
Ngày tiếp theo, Fletcher nói trong nước mắt trước lớp rằng Sean Casey, một trong những cựu sinh viên tài năng của ông ta, đã chết trong một vụ tai nạn giao thông. Cả lớp tưởng niệm bằng bài "Caravan", nhưng Ryan gặp rắc rối với việc bắt kịp nhịp. Fletcher liền cho Andrew, Ryan và Carl thi để xem ai là người có được vị trí trống chính, và cuối cùng Andrew là người được chọn.
Trên đường đến một cuộc thi jazz khác, xe buýt của Andrew tới trễ. Nhất quyết phải được biểu diễn, anh thuê một chiếc xe nhưng lại tới trễ mà còn quên cả dùi trống. Sau một hồi cãi vã với Fletcher và một tràng chửi rủa với những nhạc sĩ khác, Andrew quay trở lại chỗ thuê xe và lấy lại được dùi trống. Khi anh quay trở lại, vì lái xe với tốc độ quá nhanh nên chiếc xe cùng Andrew bị tông mạnh bởi một chiếc xe tải. Andrew từ từ bò ra ngoài và lên sân khấu với bộ dạng thương tích nặng. Khi anh gặp khó khăn trong việc chơi bản "Caravan" vì thương tích, Fletcher dừng ngay ban nhạc khi đang chơi dở chỉ để nói Andrew rằng anh đã "xong". Andrew tấn công Fletcher ngay trước mặt khán giả và bị đuổi khỏi học viện Shaffer.
Andrew gặp một luật sư đại diện cho cha mẹ của Sean Casey. Luật sư giải thích rằng Sean không bị tai nạn mà anh ta đã tự treo cổ mình, sau một thời gian dài chịu đựng những bất an và áp lực sau khi học ở lớp của Fletcher. Bố mẹ Sean muốn ngăn Fletcher đi dạy, Andrew đồng ý làm nhân chứng ẩn danh để đuổi việc Fletcher.
Nhiều tháng sau, Andrew đã ngừng chơi nhạc và làm việc ở một nhà hàng trong khi cố gắng xin học ở một vài trường đại học khác. Anh đi ngang qua một câu lạc bộ jazz và nhìn thấy Fletcher đang biểu diễn trên sân khấu. Fletcher mời anh vài ly và giải thích rằng việc ông ta làm giảm ý chí của học trò nhằm giúp họ cố gắng hơn nữa để đạt thành tích tốt. Ông ta mời Andrew biểu diễn tại một lễ hội với ban nhạc của ông. Andrew đồng ý và mời Nicole, nhưng cô ấy đang trong một mối quan hệ mới và từ chối.
Trên sân khấu tại lễ hội âm nhạc, một vài phút trước khi biểu diễn, Fletcher nói với Andrew rằng những gì ông ta nói đều là giả và ông ta cũng biết rằng Andrew chính là nhân chứng ẩn danh để ông bị đuổi việc. Việc mời Andrew lên sân khấu hôm nay chỉ để làm bẽ mặt anh, khi ông ta cho ban nhạc chơi một bài hoàn toàn khác với bản Andrew được chuẩn bị. Andrew biết bị chơi khăm nhưng vẫn cố đánh theo bản nhạc theo cảm nhận và rồi đành rời khỏi sân khấu một cách ngượng ngùng. Trong khi Fletcher đang nói chuyện với khán giả, Andrew trở lại sân khấu và ngắt lời ông ta bằng bản "Caravan". Ban nhạc không hiểu gì, chỉ biết chơi theo nhịp trống của Andrew. Bực bội nhưng không thể làm gì, Fletcher miễn cưỡng chơi theo. Khi Andrew cuối cùng cũng hoàn thành màn biểu diễn với màn solo trống, Fletcher cười mãn nguyện khi Andrew thể hiện mình là tay trống cự phách nhất mà ông từng đào tạo.

## Diễn viên
- Miles Teller trong vai Andrew Neiman, tay trống trẻ tuổi tại học viện Shaffer.
- J.K. Simmons trong vai Terence Fletcher, ông thầy giáo dạy nhạc tại học viện Shaffer.
- Paul Reiser trong vai Jim Neiman, bố của Andrew, thầy giáo tại một trường cấp 3.
- Melissa Benoist trong vai Nicole, một nhân viên tại rạp phim, bạn gái của Andrew.
- Austin Stowell trong vai Ryan Connolly, một tay trống khác sau này gia nhập lớp của Fletcher.
- Nate Lang trong vai Carl Tanner, tay trống chính trong lớp của Fletcher.

## Sản xuất
Trong khi học tại Princeton, biên kịch/đạo diễn Damien Chazelle tham gia một lớp học jazz "rất cạnh tranh" và mô tả những trải nghiệm của anh trong khoảng thời gian ấy là "kinh khủng". Nhân vật Terence Fletcher cũng là dựa vào ông thầy dạy nhạc của anh (đã mất năm 2003).
Ban đầu ‘’Whiplash’’ đã được viết trong cuốn kịch bản 85 trang và bộ phim nhận được nhiều sự chú ý sau khi được nhắc đến trong "Những kịch bản phim hay nhất chưa được sản xuất" vào năm 2012 của Black List. 15 trang đầu của kịch bản sau đó được chuyển thể thành bộ phim ngắn dài 18 phút, với Johnny Simmons trong vai Andrew và J.K Simmons vai Fletcher. Sau khi công chiếu tại Liên hoan phim Sundance 2013, bộ phim ngắn này được hoan nghênh và thu hút nhiều nhà sản xuất đầu tư để làm thành một bộ phim dài hoàn chỉnh. ‘’Whiplash’’ cuối cùng được tài trợ bởi Bold Films với kinh phí sản xuất là 3.3 triệu USD.
Tháng 8 năm 2013, Miles Teller nhận lời tham gia bộ phim thay cho Johnny Simmons, và J.K Simmons vẫn giữ nguyên vai thầy Fletcher. Bộ phim bắt đầu quay ngay trong tháng 8 ở các địa điểm quanh Los Angeles, trong đó có khách sạn Barclay, rạp Palace và rạp Orpheum.
Bộ phim quay trong 19 ngày, trung bình 1 ngày quay 14 tiếng. Quay được 3 tuần thì Chazelle đột nhiên bị tai nạn ô tô nghiêm trọng và phải nhập viện, nhưng anh đã quay lại phim trường ngày hôm sau để kịp hoàn thành bộ phim. Mặc dù bối cảnh ở thành phố New York, nhưng đa phần các cảnh quay đều ở Los Angeles và chỉ một số cảnh là ở NYC.

## Tiếp nhận

### Doanh thu
‘’Whiplash’’ chiếu giới hạn tại Mỹ ở 6 rạp và thu về $135,388, trung bình $22,565/rạp và đứng thứ 34 tại bảng xếp hạng. Sau đó số rạp chiếu mở rộng ra, thu về 13.1 triệu USD trong nước và 20 triệu USD quốc tế, tổng cộng thu về 33.1 triệu USD, gấp 10 lần so với kinh phí sản xuất 3.3 triệu USD.

### Phản hồi từ các nhà phê bình
‘’Whiplash’’ nhận được nhiều sự hoan nghênh trong đêm mở màn Liên hoan phim Sundance 2014, với diễn xuất của Simmons được khen ngợi tuyệt đối. Trên Rotten Tomatoes, 94% trong 245 bài đánh giá cho bộ phim một phản hồi tích cực, với số điểm trung bình 8.6/10. Đánh giá chung cho phim, "Dữ dội, truyền cảm hứng và diễn xuất tuyệt vời, ‘’Whiplash’’ là một câu chuyện rực rỡ đến từ đạo diễn Damien Chazelle và là bước chuyển lớn trong sự nghiệp của Miles Teller và J.K.Simmons". Trên trang Metacritic, bộ phim nhận được số điểm 88/100 dựa trên 49 bài đánh giá, mức điểm "tuyệt vời".

## Giải thưởng
Bộ phim nhận được giải thưởng cao nhất tại Liên hoan phim Sundance 2014. Tại lễ trao giải Oscar lần thứ 87, phim nhận được 5 đề cử, trong đó có phim hay nhất, và giành chiến thắng ở 3 hạng mục. Nhờ vai diễn ông thầy giáo khó tính Terence Fletcher mà J.K. Simmons nhận được Giải Oscar cho nam diễn viên phụ xuất sắc nhất, Giải Quả Cầu vàng cho nam diễn viên điện ảnh phụ xuất sắc nhất, Giải BAFTA cho nam diễn viên phụ xuất sắc nhất, Giải BFCA cho nam diễn viên phụ xuất sắc nhất và Giải SAG cho nam diễn viên phụ xuất sắc nhất.
| Giải thưởng       | Ngày trao giải      | Hạng mục                                 | Dành cho                                  | Kết quả   | Nguồn  |
| ----------------- | ------------------- | ---------------------------------------- | ----------------------------------------- | --------- | ------ |
| Giải Oscar        | 22 tháng 2 năm 2015 | Phim hay nhất                            | Whiplash                                  | Đề cử     | [ 16 ] |
| Giải Oscar        | 22 tháng 2 năm 2015 | Nam diễn viên phụ xuất sắc nhất          | J. K. Simmons                             | Đoạt giải | [ 16 ] |
| Giải Oscar        | 22 tháng 2 năm 2015 | Kịch bản chuyển thể xuất sắc nhất        | Damien Chazelle                           | Đề cử     | [ 16 ] |
| Giải Oscar        | 22 tháng 2 năm 2015 | Dựng phim xuất sắc nhất                  | Tom Cross                                 | Đoạt giải | [ 16 ] |
| Giải Oscar        | 22 tháng 2 năm 2015 | Hòa âm hay nhất                          | Craig Mann, Ben Wilkins, và Thomas Curley | Đoạt giải | [ 16 ] |
| Giải BAFTA        | 8 tháng 2 năm 2015  | Đạo diễn xuất sắc nhất                   | Damien Chazelle                           | Đề cử     | [ 17 ] |
| Giải BAFTA        | 8 tháng 2 năm 2015  | Kịch bản gốc xuất sắc nhất               | Damien Chazelle                           | Đề cử     | [ 17 ] |
| Giải BAFTA        | 8 tháng 2 năm 2015  | Nam diễn viên phụ xuất sắc nhất          | J. K. Simmons                             | Đoạt giải | [ 17 ] |
| Giải BAFTA        | 8 tháng 2 năm 2015  | Dựng phim xuất sắc nhất                  | Tom Cross                                 | Đoạt giải | [ 17 ] |
| Giải BAFTA        | 8 tháng 2 năm 2015  | Âm thanh hay nhất                        | Craig Mann Ben Wilkins Thomas Curley      | Đoạt giải | [ 17 ] |
| Giải Quả cầu vàng | 11 tháng 1 năm 2015 | Nam diễn viên điện ảnh phụ xuất sắc nhất | J. K. Simmons                             | Đoạt giải | [ 18 ] |